# OFKバチュカ
オムラディンスキ・フドバルスキ・クルブ・バチュカ（セルビア語: Омладински фудбалски клуб Бачка, セルビア・クロアチア語: Omladinski fudbalski klub Bačka）は、セルビアのヴォイヴォディナ・バチュカ・パランカをホームタウンとするサッカークラブである。

## 歴史
クラブは1945年に創設された。1951年7月7日にホームスタジアムのスタディオン・スラヴコ・マレティン・ヴァヴァが公式に開場した。
ユーゴスラビア時代は2部リーグのユーゴスラビア・ドルガ・リーガに通算16シーズン所属した。1968-69シーズンにはユーゴスラビアカップ準々決勝に進出し、ハイドゥク・スプリトと対戦した。
2012-13シーズンにヴォイヴォディナリーグ・西地域で優勝、2013-14シーズンにスルプスカリーガ・ヴォイヴォディナ地方で優勝してセルビア・プルヴァ・リーガに昇格した。
2015-16シーズンはプルヴァリーガで優勝したFKナプレダク・クルシェヴァツに次ぐ2位になり、セルビア・スーペルリーガに昇格した。2016年7月24日に行われたパルチザン・ベオグラード戦でスーペルリーガデビューを果たし、0-0で引き分けた。

## 歴代所属選手
- サシャ・ドラクリッチ 1990-1993
- アレクサ・ヴカノヴィッチ 2014-2015
- フィリプ・マノイロヴィッチ 2016
- ウグリェシャ・ラディノヴィッチ 2017-2019
- アレクサンダル・カタニッチ 2018
- ラザル・コイッチ 2018-2019
- ネマニャ・ミロヴァノヴィッチ 2019-2020
- ステファン・イリッチ 2019-2021
- ニコラ・アシュチェリッチ 2021
- 宮崎崚平 2021